# Musa Čelebija
Musa (? - 1413.), turski vladar
Poslije bitke kod Angore Turska država se našla u građanskom ratu između sinova umrlog sultana Bajazida I. U prvoj fazi ovoga rata Musa i Mehmed I. su uspjeli na području Male Azije poraziti i ubiti brata Isu. Osjetivši se dovoljno jakim poslije toga Musa se s vojskom prebacio u Europu i napao brata Sulejmana koji je tamo vladao. Taj posao se obavio bez problema pošto nitko nije htio liti krv za Sulejmana.
Sada na vrhuncu svoje moći s neprijateljski nastrojenim bratom Mehmedom I. Musa se odlučuje na rat s manjim balkanskim kršćanskim državama, a prije svega s Bizantom. S Konstantinopolom pod opsadom tamošnji car donosi odluku o sklapanju saveza s Mehmedom I. čiju vojsku pomaže prevesti na Balkan. U ratu koji slijedi, Musa gubi svoj položaj i život 1413. godine.

## Vanjske poveznice
|  | Zajednički poslužitelj ima još gradiva o temi Musa Čelebija |

| Prethodnik: | Suvladari Osmanskog Carstva Sulejman, Isa i Mehmed I. | Nasljednik: |
| Bajazid I.  | Suvladari Osmanskog Carstva Sulejman, Isa i Mehmed I. | Mehmed I.   |